# Аят Татхир
Аят Татхир (араб. آية التطهير‎) — тридцать третий аят коранической суры 33 «Аль-Ахзаб», имеющий исключительное значение для мусульман-шиитов в связи с тем, что в нём зафиксировано важное вероучительное положение об очищении Ахль аль-Байт от грехов и заблуждений.
Аят звучит следующим образом:

Оставайтесь в своих домах, не наряжайтесь так, как наряжались во времена первого невежества, совершайте намаз, раздавайте закят и повинуйтесь Аллаху и Его Посланнику. О обитатели дома, Аллах желает лишь избавить вас от скверны и очистить вас полностью.

Оригинальный текст (ар.)وَقَرْنَ فِي بُيُوتِكُنَّ وَلَا تَبَرَّجْنَ تَبَرُّجَ الْجَاهِلِيَّةِ الْأُولَى وَأَقِمْنَ الصَّلَاةَ وَآتِينَ الزَّكَاةَ وَأَطِعْنَ اللَّهَ وَرَسُولَهُ إِنَّمَا يُرِيدُ اللَّهُ لِيُذْهِبَ عَنكُمُ الرِّجْسَ أَهْلَ الْبَيْتِ وَيُطَهِّرَكُمْ تَطْهِيرًا— Коран 33:33 (Кулиев)

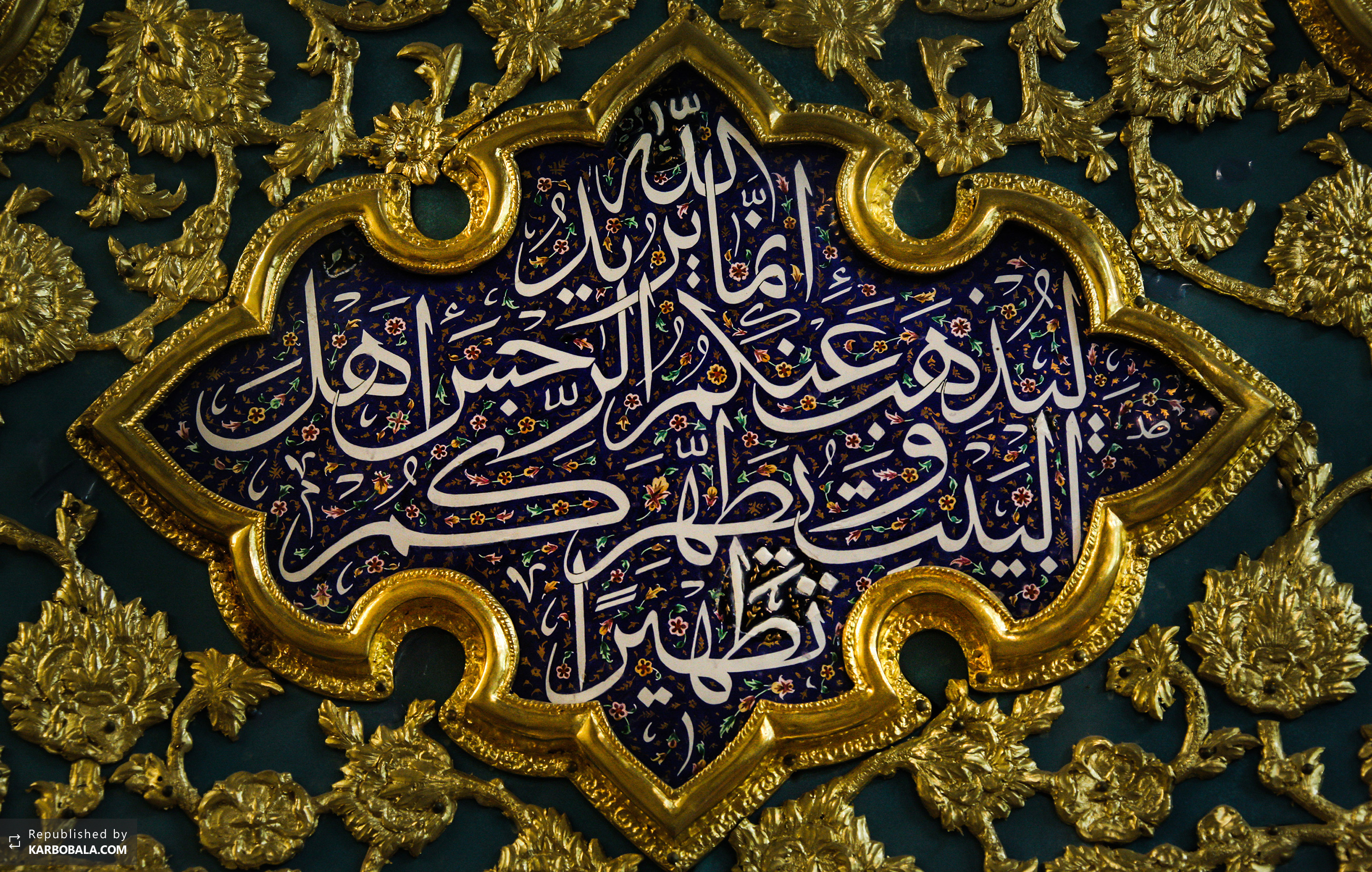

Мусульмане-сунниты и мусульмане-шииты разошлись во мнениях относительно того, кто входит в число членов дома пророка Мухаммада и включает ли понятие «Ахл аль-Бейт» жён Мухаммада. Кроме того, они по-разному трактуют понятие «очищение» (татхир).

## Значение понятия «татхир»
С точки зрения морфологии арабского языка, слово «татхир» представляет собой отглагольное существительное (масдар) второй породы от глагола «таххара», что означает «чистить», «очищать», «обмывать», «дезинфицировать», а также, согласно второму его значению, — «совершать обряд обрезания». «Татхир» переводится как «очищение», «чистка», «обеззараживание», «дезинфекция», а также как «обрезание», но очевидно, что в аяте это слово использовано в первом своём значении — как «очищение от греха».
Коранический оборот «йутаххиракум татхиран» (глагол «таххара» в третьем лице мужского рода единственного числа) является производным от «таххара татхиран», употребление слова «татхир» в таком падеже и в такой грамматической конструкции указывает на усиление значения, то есть не просто на очищение, а на «всецелое очищение» или «полное очищение».

## Интерпретация в хадисах
Во многих источниках, включая суннитские (Тирмизи, «Муснад» Ахмада ибн Ханбала, «Мустадрак» аль-Хакима, «Тафсир ад-дурр аль-мансур» ас-Суйуты, тафсир Ибн Джарира ат-Табари, тафсир Ибн Касира, «Усд аль-габа» Ибн аль-Асира), приводится хадис, согласно которому в течение шести месяцев после ниспослания данного аята пророк Мухаммад приходил к дому Фатимы и говорил:
Время молитвы, о Ахл аль-Бейт! Несомненно, Аллах пожелал очистить вас от любой скверны и сделал вас чистыми и незапятнанными.
В тех же источниках также приводится хадис от Абу-ль-Хамра:
Посланник Аллаха на протяжении восьми месяцев, находясь в Медине, подходил к двери Али перед каждым утренним намазом, кладя две своих руки на дверь и возвещая: «Ас-салат! Ас-салат (Молитва! Молитва!)! Поистине, Аллах удалил всю скверну от вас, о люди дома Мухаммада, и сделал вас чистыми и незапятнанными.
В другом хадисе от Ибн Аббаса приводится версия, что пророк Мухаммад в течение девяти месяцев подходил к двери имама Али ибн Абу Талиба перед каждым намазом и звал Ахл аль-Бейт на молитву, упоминая об их всецелом очищении (татхир). Также есть аналогичный хадис от Абу Саида аль-Худри в «Маджма‘ аз-зава’ид», согласно которому с точно такими же словами пророк Мухаммад каждое утро перед намазом фаджр приходил к дому своей дочери Фатимы аз-Захры.
Однако самым известным хадисом, содержащим в себе толкование данного аята, является хадис аль-киса:
Однажды Посланник Аллаха, почувствовав, что к нему снисходит Божественное Откровение, сказал: “Позовите ко мне их”. [Его жена] Сафия спросила: “Кого позвать, о посланник Аллаха?” Он сказал: “Ахл аль-Бейт (людей моего дома) – Али, Фатиму, Хасана, Хусейна”. Когда они пришли, посланник Аллаха накрыл их накидкой киса и, обращаясь к Аллаху, сказал: “О, Аллах. Они – моё семейство. Благослови Мухаммада и род Мухаммада”, после чего был ниспослан аят ат-Татхир.
Тот же автор — аль-Хаким — приводит тот же самый хадис и от другой жены пророка Мухаммада — Умм Саламы, а Муслим возводит такой же хадис к Айше.

## Вопрос о жёнах Мухаммада
При толковании данного аята суннитские и шиитские комментаторы расходятся в том, включает ли аят Татхир в себя жён пророка Мухаммада или нет.
Суннитские авторы убеждены, что жёны Мухаммада входят в число Ахл аль-Бейт в силу контекста данного аята — а именно, того, что в данном и предыдущем аяте идёт последовательный переход от темы жён пророка к теме очищения (татхир):
О жены Пророка! Вы не таковы, как любая другая женщина. Если вы богобоязненны, то не проявляйте нежности в речах, дабы не возжелал вас тот, чье сердце поражено недугом, а говорите достойным образом. Оставайтесь в своих домах, не наряжайтесь так, как наряжались во времена первого невежества, совершайте намаз, раздавайте закят и повинуйтесь Аллаху и Его Посланнику. О обитатели дома! Аллах желает лишь избавить вас от скверны и очистить вас полностью.
Шиитские же муфассиры полагают, что аят Татхир ниспосылался отдельно, и что понятие «обитатели дома» (Ахл аль-Бейт) непременно должно включать в себя лиц мужского пола, ибо используется местоимение мужского рода — «кум» («антум»). Если обращение идет с использованием местоимения мужского рода, это может означать две вещи:
1. Адресат обращения — мужчины;
2. Адресат обращения — женщины и хотя бы (как минимум) один мужчина.

Однако, по мнению шиитских экзегетов, хадисы (включая хадисы из суннитских сборников) свидетельствуют о том, что жёны Мухаммада не входят в число «очищенных полностью». В частности, об этом свидетельствует достоверное предание от Умм Саламы, которое приводит ас-Суйуты в «Ад-дурр аль-мансур»:
Аят Татхир был ниспослан в моём доме. В доме было семеро: Джибрил, Микаил, Посланник Аллаха, Фатима, Али, Хасан, Хусейн. Я спросила: “О, Посланник Аллаха, разве я не из Ахл аль-Бейт?” Посланник Аллаха сказал: “Ты будь на своем месте, и ты одна из жён Пророка”.
В книге «Мустадрак» аль-Хакима приводится иная концовка данного хадиса, в соответствии с которой Мухаммад ответил:
Ты в добре, но они – моё семейство, и они более достойны.
В своде «Муснад» Ахмада ибн Ханбала также приводятся слова Умм Саламы: "Я подняла киса (покрывало), чтобы быть рядом с Ахл аль-Бейт, но Посланник Аллаха сказал:
Ты – в добре, но они – моё семейство.
Многие исламские учёные (Ибн Манзур, Ибн Асир, Ибн Араби) отмечали, что к числу «обитателей дома» правильно относить только кровных родственников, но не жён. В сборнике Муслима приводится хадис от Зайда ибн Аркама, которому задали вопрос относительно того, входят ли жёны пророка Мухаммада в число Ахл аль-Бейт (и, соответственно, распространяется ли на них сказанное в аяте Татхир), на что Зайд ответил:
Нет, клянусь Аллахом, женщина может какой-то срок жить с мужем, а потом, если мужчина даст ей развод, она возвращается в дом отца. Поэтому род – это самые близкие, милостыня которым запрещена.
Тем самым, нельзя сказать, что исключение жён пророка Мухаммада из числа Ахл аль-Бейт, на которых распространяется сказанное в аяте Татхир, отражает сугубо шиитскую точку зрения, ибо многие суннитские комментаторы и передатчики хадисов придерживались по этому вопросу того же мнения. И лишь некоторые из них — такие, как Ибн Касир или Икрима, полагали, что данный аят относится и к жёнам Мухаммада. Впрочем, шиитские учёные считают Икриму не заслуживающим доверия передатчиком; что же касается Ибн Касира, то его мнение является миноритарным даже для круга суннитских экзегетов.
Иное мнение, согласно которому аят Татхир относится не к жёнам Мухаммада, а лишь к Али ибн Абу Талибу, Фатиме аз-Захре, Хасану и Хусейну, отражено не только во всех шиитских источниках, но и в таких суннитских книгах, как «Сунан» ат-Тирмизи, «Муснад» Ахмада ибн Ханбала, «Мустадрак» аль-Хакима, «Усд аль-габа» Ибн аль-Асира, «Тафсир» ат-Табари и «Тафсир» ас-Суйуты.